# Тиндарей
Тиндарей в древногръцката митология е цар на Спарта.
Според Аполодор той е син на Периер и Горгофона, дъщерята на Персей. Според други версии, за които също споменава Аполодор, Тиндарей е син на Ойбал и наядата Батия.
Тиндарей е съпруг на Леда. Баща е на Клитемнестра и Кастор. Според легендите Хубавата Елена, и Полидевк са деца на Зевс от неговата съпруга Леда. Елена се славила със своята необикновена красота и имало много претенденти за ръката ѝ. Баща ѝ (Тиндарей) се страхувал да я даде за жена на когото ѝ да е от тях, защото това би породило недоволство от страна на останалите и може би война. Одисей от Итака, също претендент за ръката на Елена предложил план, за да се разреши тази дилема. Той предложил на Тиндарей да поиска от всички обожатели на Елена да обещаят, че ще приемат избора ѝ и ще го защитават, независимо кого избере. Претендентите дали исканата клетва. Елена избрала Менелай за свой съпруг и той наследил трона на Спарта от Тиндарей.